# 长河坝站
长河坝站（彝語北部方言： chap hop bap）是成昆线上的一座铁路车站，位于四川省汉源县永利彝族乡深溪沟长河坝，建于1966年，目前为五等站，邮政编码为625304。在2019年车站客运尚只有运行于燕岗与普雄间的5619次一趟列车停靠该站，不办理货运业务。今5620与5619只在本站技术停车，不办理旅客乘降业务。

## 概述
本站位于大渡河峡谷腹地，站场两端均为隧道，露天部分仅有140米，有6名工作人员驻守。车站设有2条股道:318，不设售票处、候车厅，所有旅客需上车补票。
车站在设计时提出了两个方案：外线方案与内线方案。在外线方案中，车站为曲线车站，半径600米，三线隧道分设于车站两头，总长500米；在内线方案中，车站为直线车站，三线隧道集中与成都端，总长600米，昆明端咽喉区位于深溪沟隧道口。考虑到车站可能设置在三线隧道内，又提出了三线棚洞、两线棚洞一线隧道等针对三线隧道的具体方案。由于外线方案需要走大渡河边，且穿山皮隧道受偏压及棚洞方案工程难度大，因此最后不予采用。如今的车站格局采用了内线三线隧道直线车站方案，只是为了节约工期，将三股道改为了两股。:4

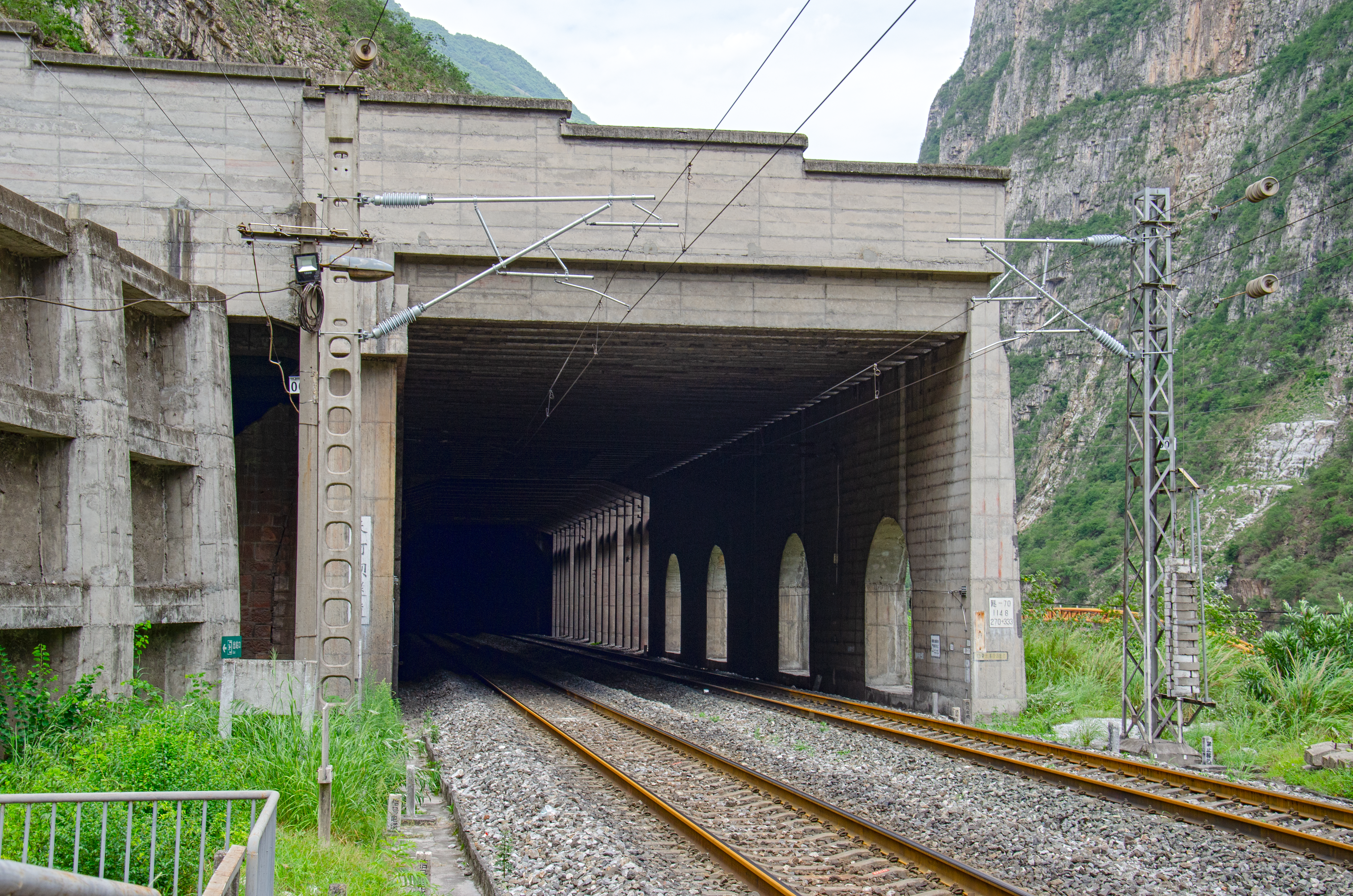
位于车站东头的长河坝隧道
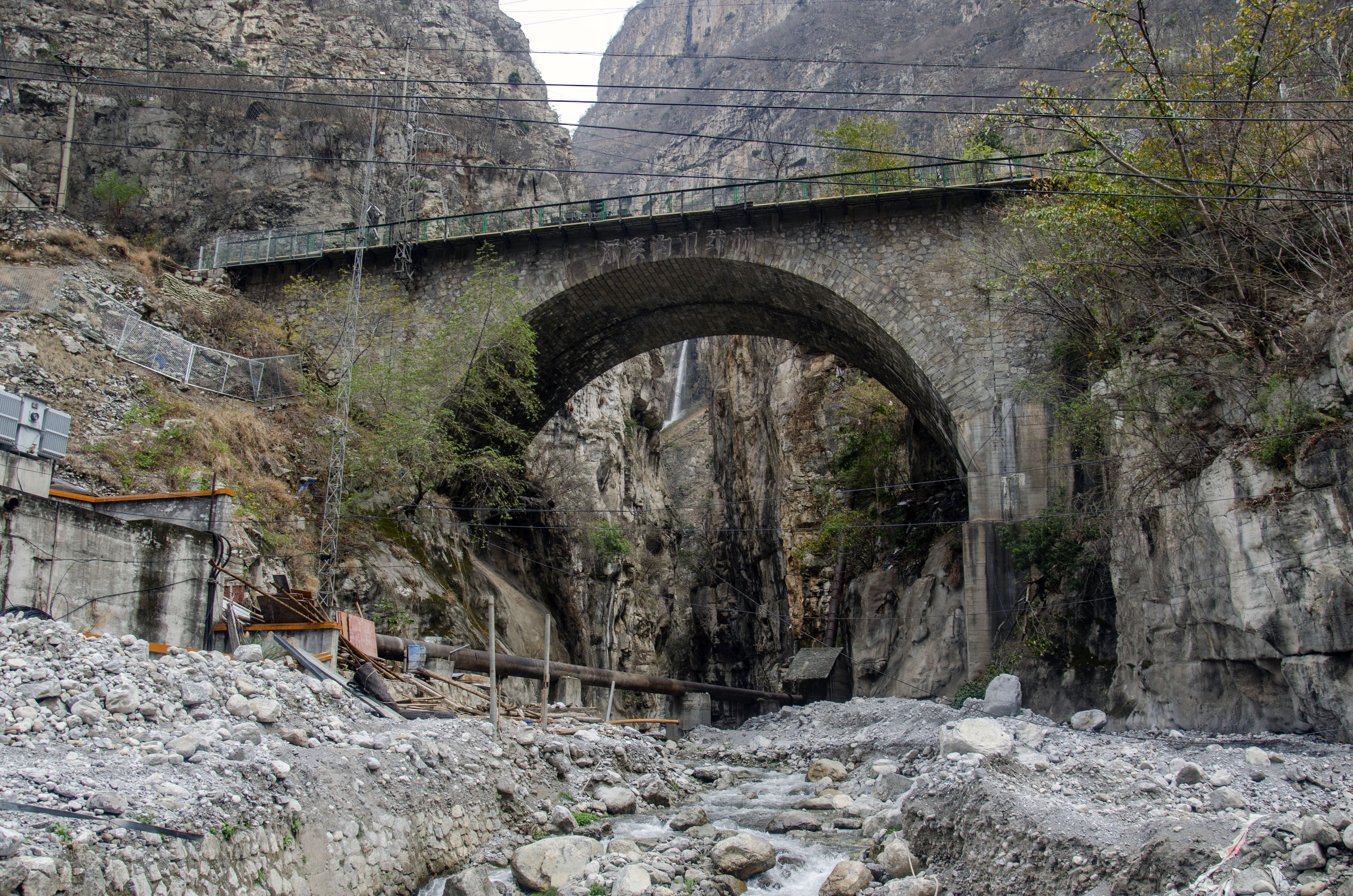
承载长河坝一段站线的深溪沟双线桥
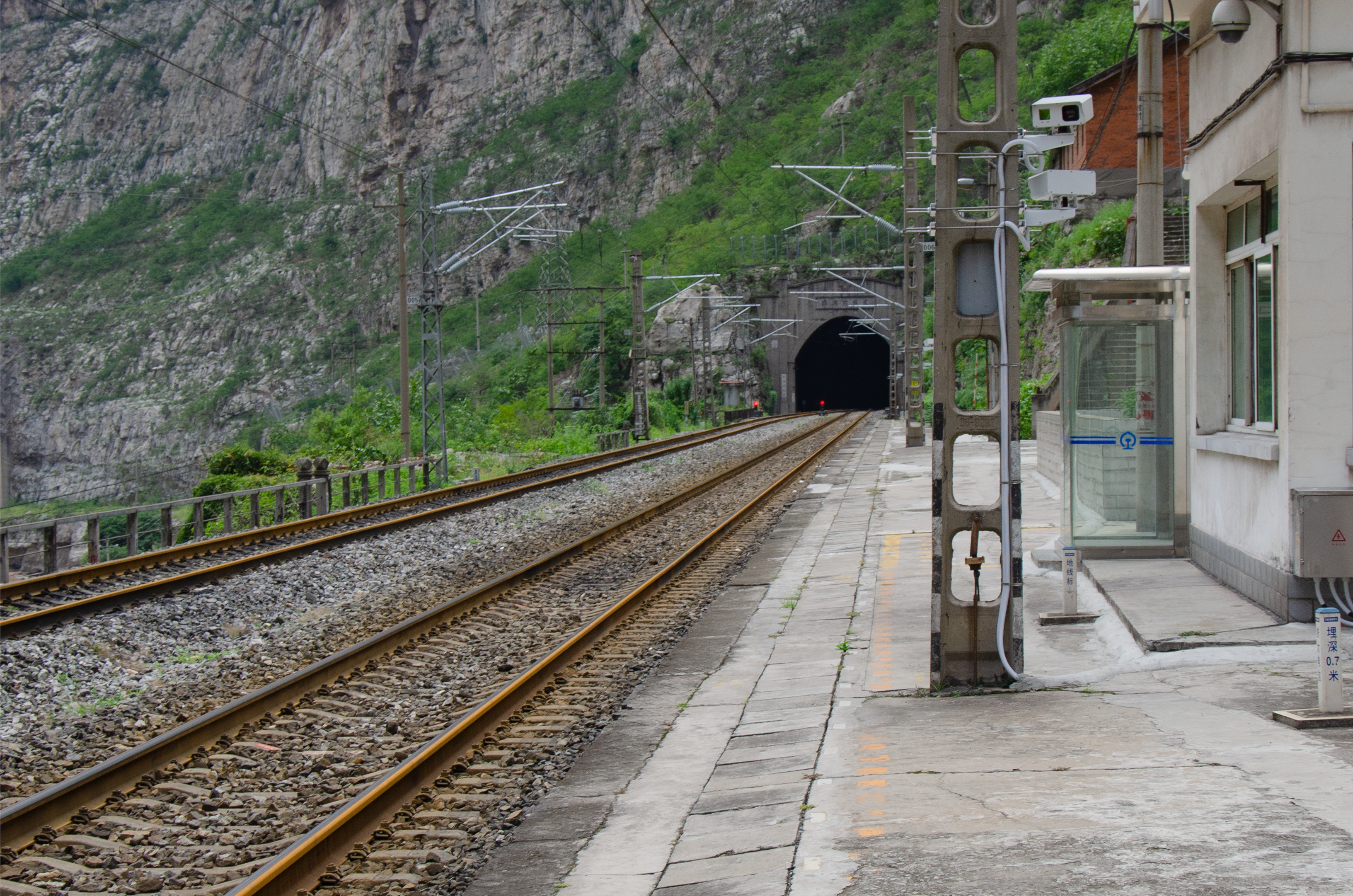
站内股道及位于车站西头的深溪沟隧道
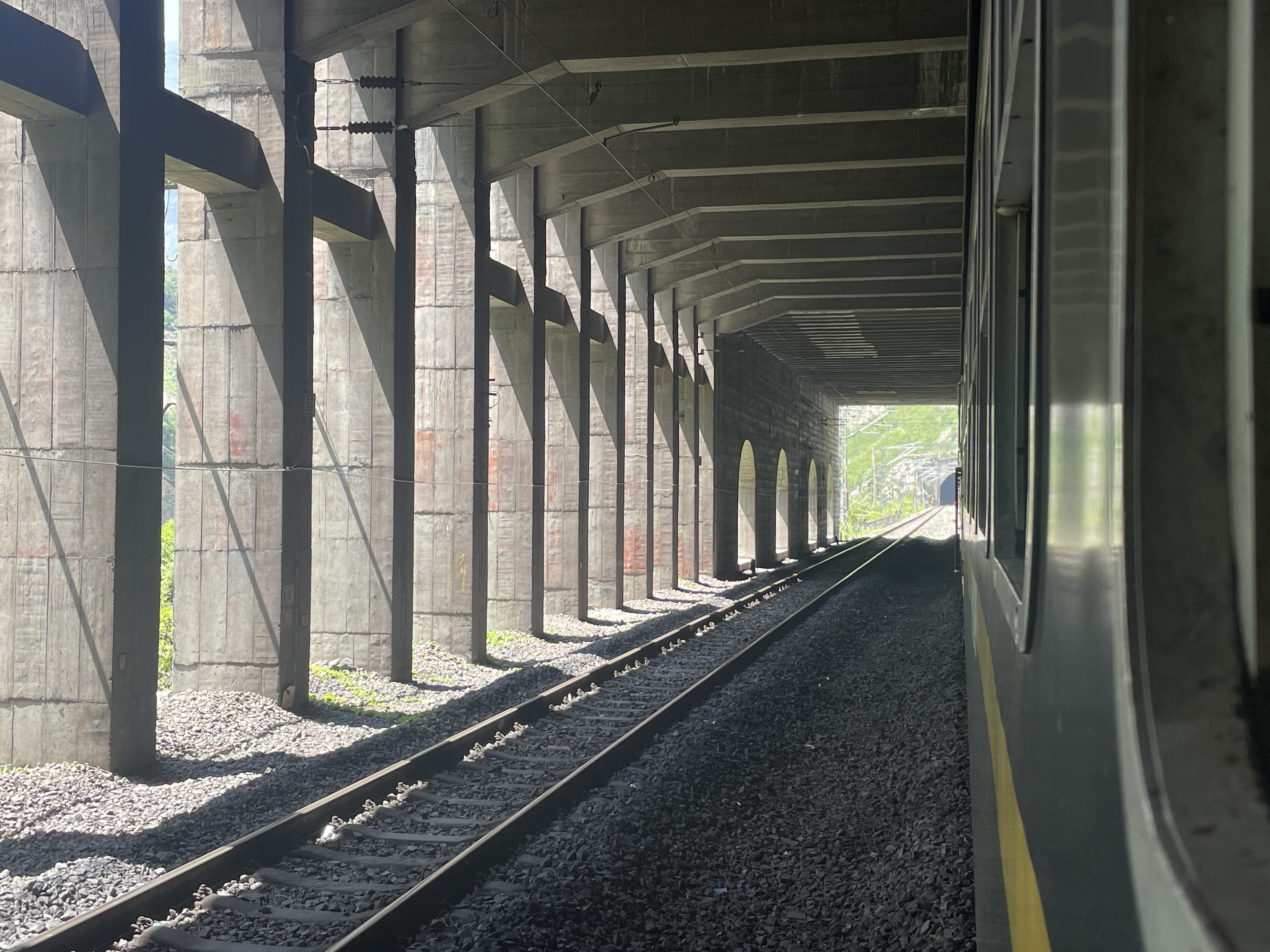
长河坝隧道内部
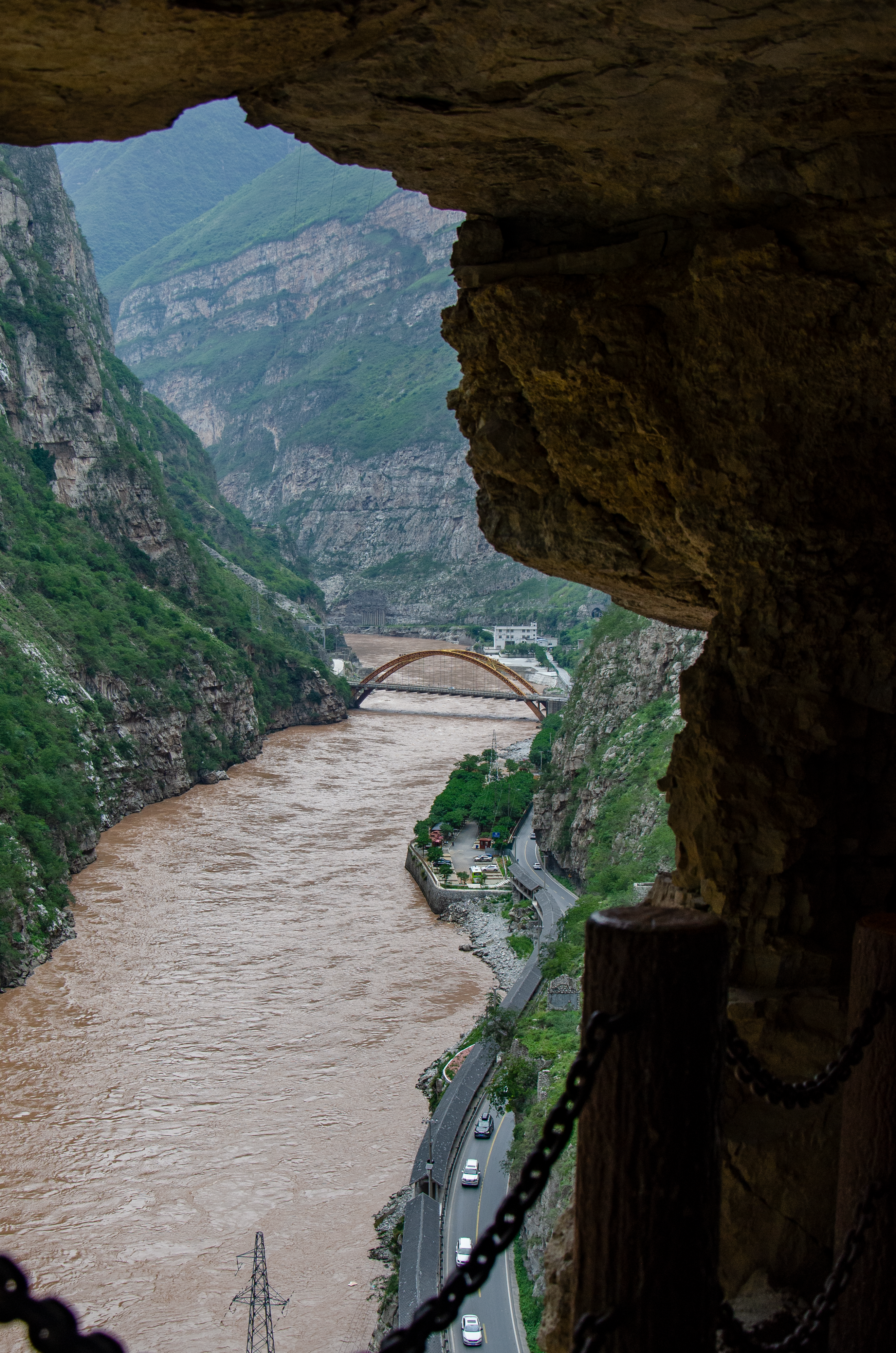
掩映于金口河大峡谷中的车站（图中大桥右上）
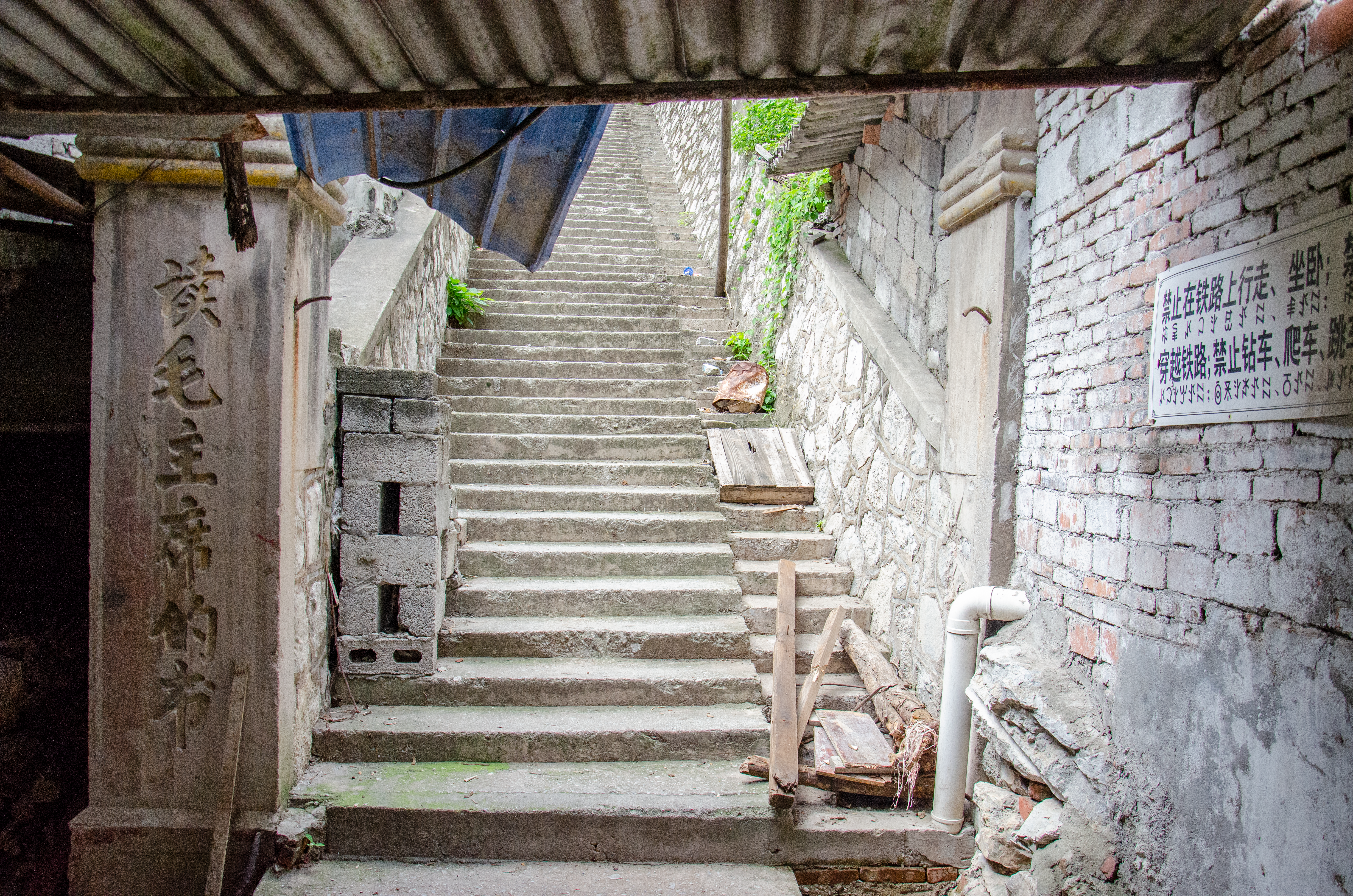
镌刻有标语的车站入口，右侧原为“听毛主席的话”，现已被砖墙遮挡
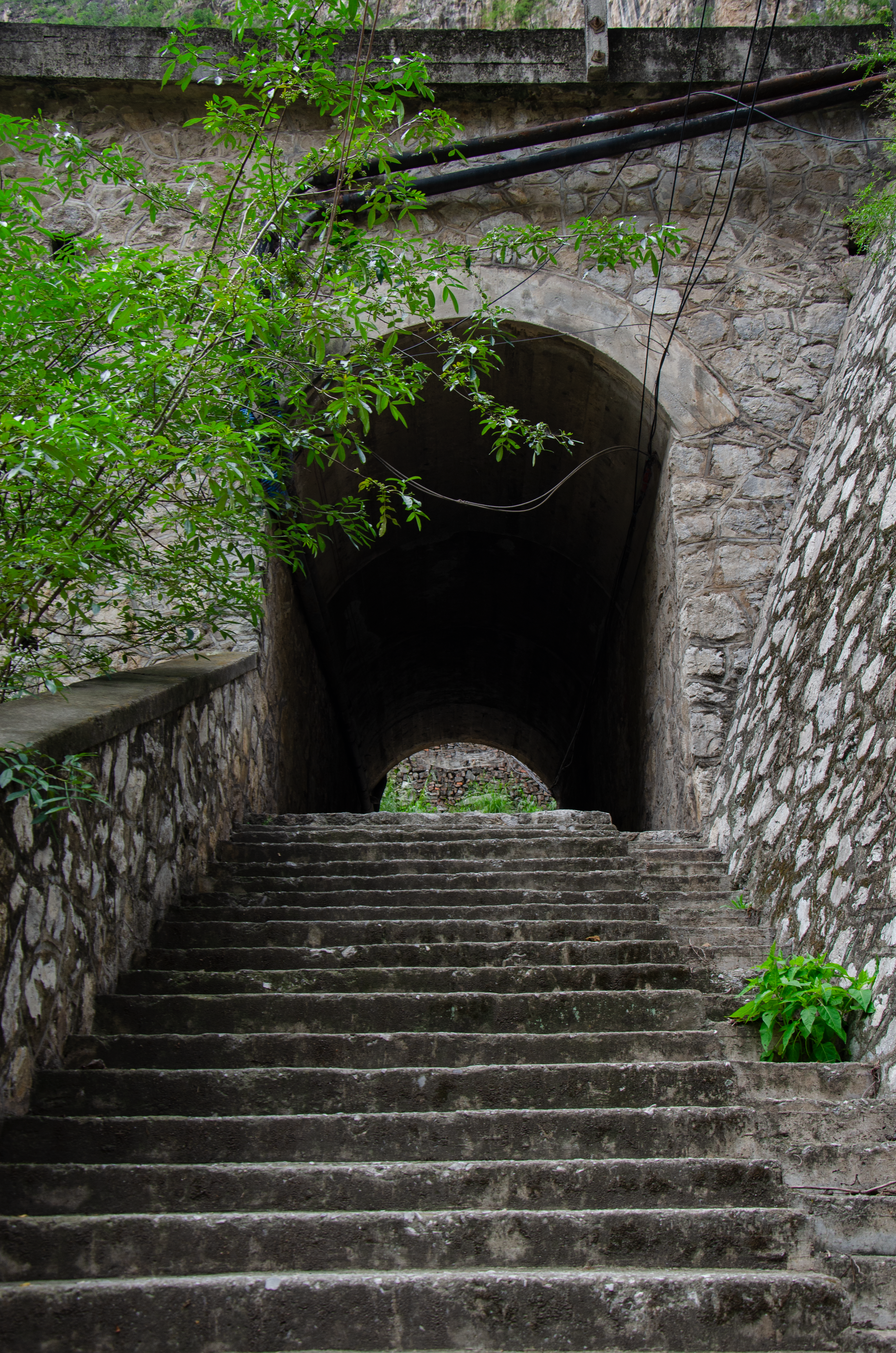
由于站房及站台在站场北侧，因此从入口进入之后需要通过涵洞